# Catastrophe de Kinshasa
La catastrophe de Kinshasa ou Crash du marché Type K  est un accident resté dans l'histoire comme la deuxième pire catastrophe aérienne du continent africain. Le 8 janvier 1996, un Antonov An-32B ne parvient pas à décoller, en bout de piste de l'aéroport de Ndolo, l'appareil dans son élan  poursuit sa course sur le marché de Barumbu à Kinshasa, avant de prendre feu. C'est le plus grave accident aérien de l'aviation civile par le nombre de victimes mortelles au sol (non-passagers).

## Bilan humain
Le bilan humain est contesté. Selon les sources, il varie entre 225 et 348 morts et plus de 500 blessés. Officiellement, il a fait 237 victimes.
La majorité des victimes sont des usagers du marché (vendeurs, clients, passants). Le nombre de victimes est important, car le marché est situé au bord de la piste de décollage. L'Antonov porté par son élan traverse le marché alors que les deux hélices tournent encore à plein régime. De nombreuses personnes sont touchées par les hélices, ailes ou fuselage de l'appareil, ainsi que dans l'incendie qui fait suite à l'accident.

## Causes de l'accident
Peu de temps après la catastrophe, la raison principale de l'accident parait évidente, c'est la surcharge en poids de l'avion. En effet, cela explique pourquoi l'Antonov n’arriva pas à prendre assez d’altitude et de vitesse lors de son décollage. Une fois lancé, il quitte la piste, puis traverse le marché situé juste derrière. Les victimes sont des passagers et des membres d'équipage à bord, mais surtout les vendeurs, leurs clients et les passants sur le marché. 
Pourtant, les documents de vol n'indiquent que 16 passagers, 6 membres d'équipage (d'autres sources indiquent 6 passagers) et 2,7 tonnes de fret (biens alimentaires). Les documents de vol ne reflètent pas la réalité, il y avait certainement plus de passagers à bord, mais impossible d'en connaitre le nombre, tout comme la quantité de fret. 
Les soupçons de transport d'armes pour l'UNITA en Angola, alors en pleine guerre civile font surface. Les liens avec des proches de Mobutu et au pouvoir politique en place se précisent, notamment au travers de Bemba Saolona, un proche de Mobutu, propriétaire de la compagnie Scibe Airlift, qui a fourni la licence de vol à Air Africa via Moscow Airways